# 大阪市立九条東小学校
大阪市立九条東小学校（おおさかしりつ くじょうひがし しょうがっこう）は、大阪府大阪市西区九条2丁目にある公立小学校。

## 沿革
明治時代初期の学制発布を受け、1875年に当時の西成郡九条村に設置された学校・第三大学区大阪府管内第三中学区西成郡第二区第一番小学校（九条小学校）を起源とする。西区九条地域で最初に設置された小学校でもある。
1902年には同一地域内で女子校の九条第二尋常高等小学校（現在の大阪市立九条南小学校）を分離し、当校は男子校となって男女別学を実施した。また九条第二校の分離と同時に、従来の九条尋常高等小学校から九条第一尋常高等小学校へと校名を変更した。
九条地域ではその後も新設校が増設されたものの、同一校区内に男子小学校と女子小学校を別に設置して男女別学として運営する方式が昭和時代初期まで続いた。1930年には校区を再編成し、再び男女共学へと変更した。
1941年には国民学校令により、大阪市九条東国民学校へ改称した。
太平洋戦争の影響で、大阪市を含む大都市の国民学校児童に対して学童疎開を実施させる指示が1944年に出された。大阪市では縁故疎開できない児童に対しては、学校から集団疎開させることにした。集団疎開先の府県は各行政区ごとに割り当てられ、西区の国民学校では島根県に疎開することになった。これに伴い九条東国民学校では島根県大原郡木次町・大東町・海潮町（いずれも現在の雲南市）への疎開を実施している。
1947年の学制改革により、大阪市立九条東小学校に改称した。

### 年表
- 1875年2月27日 - 第三大学区大阪府管内第三中学区西成郡第二区第一番小学校として開校[1]。
- 1887年4月 - 西成郡九条尋常小学校へ改称[1]。
- 1897年4月1日 - 九条村が大阪市に編入したことに伴い、大阪市九条尋常高等小学校へ改称。
- 1902年4月1日 - 男子校となる。大阪市九条第一尋常高等小学校へ改称。
- 1930年4月1日 - 高等科を廃止。男女共学になる。大阪市九条第一尋常小学校へ改称。
- 1934年9月21日 - 室戸台風により校舎被災。
- 1938年4月1日 - 高等科を設置。大阪市九条第一尋常高等小学校へ改称。
- 1941年4月1日 - 国民学校令により、大阪市九条東国民学校へ改称。
- 1944年9月 - 島根県へ学童疎開[1]。
- 1947年4月1日 - 学制改革により、大阪市立九条東小学校へ改称。
- 1963年9月 - 給食教育優秀校として、文部省表彰を受ける。
- 1966年10月 - 緑化推進校に指定される。
- 1980年9月 - 西ドイツ社会教育視察団が来校。
- 1982年7月 - 韓国教育視察団が来校。

## 通学区域
- 大阪市西区[2]
  - 九条1丁目（1～24番）・2丁目・3丁目（1～8番）、千代崎1丁目（4番・15～16番・27番）・2丁目（7番〈5号の一部・6～10号・11号の一部〉・8～12番・13番〈7号の一部・8～11号・12号の一部〉・14番〈7号の一部・8～12号・13号の一部〉）。

卒業生は大阪市立西中学校に進学する。

## 交通
- Osaka Metro中央線・阪神なんば線 九条駅 西へ約200m。